# Brachystegie
Brachystegie (Brachystegia) je rod rostlin z čeledi bobovité. Jsou to stromy, nezřídka velmi mohutné, se zpeřenými listy a drobnými květy bez okvětí, uspořádanými v hustých květenstvích. Vyskytují se v počtu asi 26 druhů výhradně v tropické Africe. Některé druhy jsou těženy pro dřevo.

## Popis

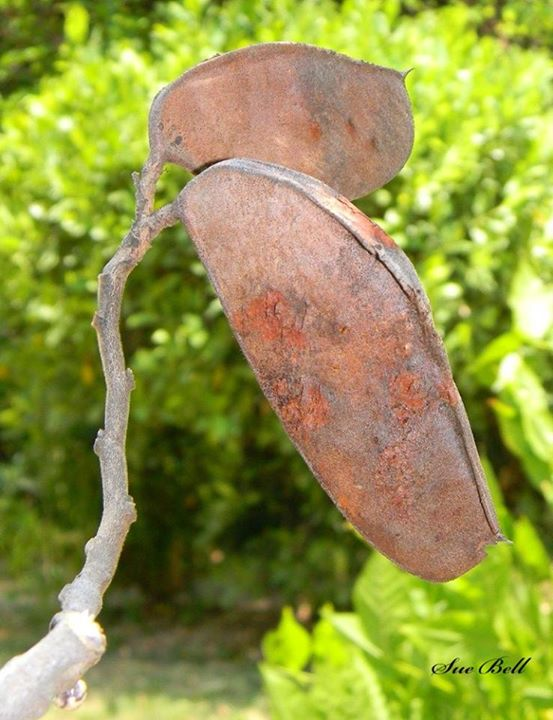
Lusky Brachystegia boehmii

Brachystegie jsou beztrnné, většinou opadavé stromy (výjimečně keře) s tlustou vláknitou borkou. Listy jsou sudozpeřené, složené ze 2 až 70 párů přisedlých lístků různého tvaru. Lístky jsou tenké nebo kožovité, často průsvitně žláznatě tečkované. Mladé rozvíjející se listy bývají červeně, bronzově nebo růžově zbarvené. Palisty jsou velmi různorodé. Květy jsou drobné, zelenavě žluté, uspořádané v hustých, krátkých, vrcholových nebo úžlabních hroznech, někdy skládajících laty. Každý květ je podepřen 2 vstřícnými listenci, připomínajícími kalich a před rozkvětem obalujícími květní poupě. Později se tyto lístky ohýbají nazpět a opadávají. Kalich a koruna jsou velmi redukované a přítomné jen jako nezřetelné pozůstatky na okraji květního terče. Tyčinek je nejčastěji 10, řidčeji jiný počet (9 až 18). Tyčinky jsou na bázi nitkami srostlé a vyčnívají z květů. Semeník je stopkatý, podlouhlý a k oběma koncům se zužující, obvykle hustě vlnatý. Obsahuje 4 až 10 vajíček a nese zahnutou čnělku nesoucí drobnou vrcholovou nebo postranní bliznu. Lusky jsou ploché, podlouhlé, tupě zobanité, dřevnaté, s horním švem na obou stranách křídlatým. Plody pukají 2 svinujícími se chlopněmi a obsahují 1 až 8 okrouhlých, plochých, lesklých semen.

## Rozšíření
Rod brachystegie zahrnuje v současném pojetí asi 26 druhů. Vyskytuje se výhradně v tropické Africe. Stromy rodu brachystegie se vyskytují zejména v nížinném tropickém deštném lese a v sezónně suchých poloopadavých tropických lesích. Často rostou podél řek a při okrajích lagun či bažinatých oblastí. Upřednostňují propustné půdy. V některých oblastech (např. v Malawi) v lesních porostech dominují.

## Taxonomie
Rozlišování jednotlivých druhů rodu Brachystegia je obtížné, rostliny mají navíc velkou variabilitu v závislosti na tom, na jakém stanovišti rostou.

## Ekologické interakce
Semena druhu Brachystegia spiciformis jsou vystřelována ze zralých lusků až do vzdálenosti 10 metrů.

## Zajímavosti
Africký druh Brachystegia spiciformis má jasně zbarvené mladé listy, které bývají považovány za květy. Druh B. leonensis je jeden z nejmohutnějších stromů Afriky. Dorůstá výšky až 45 metrů při průměru kmene až 1,8 metru. Staré stromy mají holý kmen až do výše kolem 30 metrů a u paty kmene mohutné opěrné pilíře.

## Význam
Dřevo brachystegií B. laurentii a B. mildbraedii je obchodováno pod jménem bomanga. Je světle hnědé, středně těžké, středně pevné a dobře opracovatelné. Je používáno zejména na nábytkové dýhy, na obklady, parkety, nábytek a překližky. Dřevo B. spiciformis je načervenale hnědé, dobře opracovatelné a je obchodováno pod jménem messassa. Kůra tohoto druhu je používána při zpracování kůží a speciálních lan. V Zambii je toto dřevo používáno jako kvalitní palivo při tavení mědi. Dřevo B. cynometroides je obchodováno jako naga. Dřevo B. nigerica a B. kennedyi je známo jako okwen a je používáno zejména jako palivo, na výrobu dřevěného uhlí, jako stavební dřevo a v menší míře i na dýhy a podlahy.
Vlákna z kůry brachystegií se používají na výrobu přírodních oděvů, lan, košů a pytlů.
Z pryskyřice vytékající z kmenů je možno vyrábět gumu, která má ale špatnou kvalitu. Odvar z kůry a kořenů má využití v medicíně. Semena druhu B. appendiculata jsou jedlá.